# Пикетт, Фермен Лейтон
Фермен Лейтон Пикетт (англ. Fermen Layton Pickett, 10 января 1881 — 27 июня 1940) — американский ботаник, профессор ботаники. 

## Биография
Фермен Лейтон Пикетт родился в штате Индиана 10 января 1881 года.
Он получил степень доктора философии в Университете Индианы. С 1914 года и до своей смерти Пикетт был профессором ботаники в университете штата Вашингтон. Он служил председателем Отдела Ботаники и деканом Высшей Школы на протяжении многих лет. Хотя коллеги критиковали Пикетта как ботаника, его отдел обучил несколько важных учёных-ботаников и спонсировал много важных научно-исследовательских проектов.
Фермен Лейтон Пикетт умер в штате Вашингтон 27 июня 1940 года.

## Научная деятельность
Фермен Лейтон Пикетт специализировался на семенных растениях. Он занимался также изучением мхов и физиологией растений.